# 杜鵑丘站
杜鵑丘站（日语：／ Tsutsujigaoka eki */?）是一個位於東京都調布市西杜鵑丘三丁目，屬於京王電鐵京王線的鐵路車站。車站編號是KO14。

## 年表
- 1913年4月15日，作為京王電氣軌道的車站啟用，最初名為金子站，當時車站位於甲州街道。
- 1927年12月17日，搬至現址。
- 1944年5月31日，京王與東京急行電鐵合併後，金子站作為京王線的車站運行。
- 1948年6月1日，東急與京王帝都電鐵分拆，金子站成為京王的車站。
- 1957年5月15日，改稱杜鵑丘站，並且變更為兩面四線。
- 1992年5月28日，通勤急行停駛，杜鵑丘站升級至急行車站。
- 2003年
  - 8月11日，南口巴士總站啟用。
  - 12月1日，平日傍晚由本八幡 - 杜鵑丘之間的各站停車路線開通。
- 2004年1月17日，南口新路建成。
- 2009年，京王發佈將於2010年將杜鵑丘站改建為跨站式站房。
- 2011年
  - 3月13日，跨站式站房啟用，同時車站設備無障礙化，以便傷殘人士使用。
  - 11月25日，車站北邊的商業設施「京王Retnade杜鵑丘」啟用。
- 2013年2月22日，以KO14作為杜鵑丘站的編號。

### 站名由來
本站原名「金子」，源自於過去的「金子村」（之後的調布市金子町）。後來為避免與當時日本國有鐵道（國鐵）八高線金子站混淆，以京王帝都電鐵住宅區開發的計畫名稱「杜鵑丘」命名。

## 車站構造

### 站房

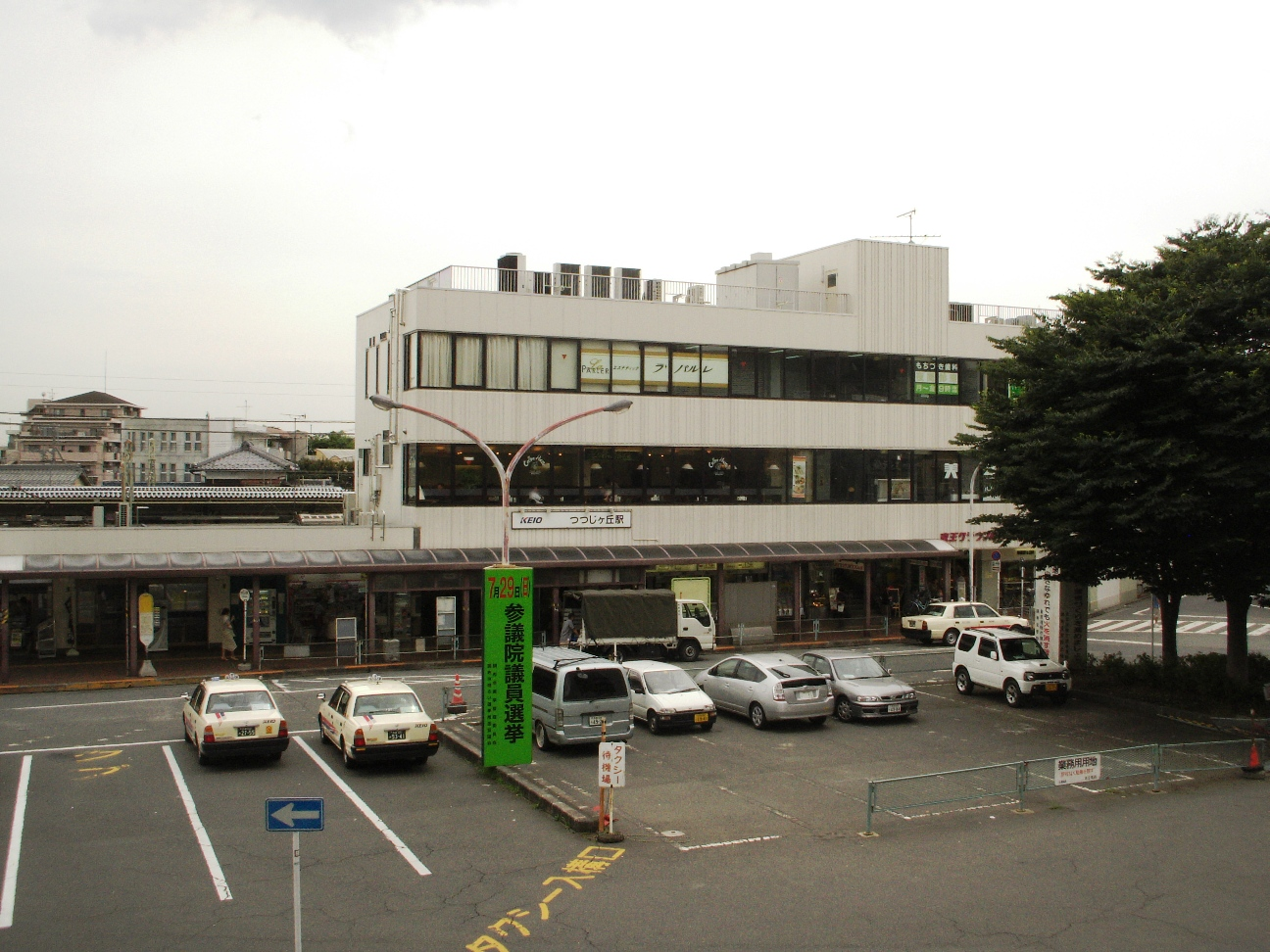
舊北口站房（2007年7月）

本站屬跨站式站房，剪票口位於二樓。二樓分別有電梯連結北口、南口一樓與上下線月台，另有電扶梯連結南口與上下線月台。廁所在付費區內。
以前北口位於地面，南口位於地下。後者深夜時段不開放通行。新站房啟用前，站體內有地下道連結各月台。
現在北口與南口之間有座連通地下道「とおりゃんせ」，在站房改建前還連結了南口剪票口。通道除展示地方小學生的繪畫作品外，也是街頭表演的地點之一。

### 配線
此站月台為島式月台2面4線構造。京王八王子方向設有留置線。本站也是部分往新宿班次的始發站與終點站。日間，京王八王子方向的各站停車與後發的區間急行或快速進行緩急接續後，接著等待後發的特急或準特急通過。本站進行緩急接續的區間急行或快速會在調布與特急或準特急進行緩急接續。相反的，新宿方向的各站停車等待特急或準特急通過後，與區間急行或快速進行緩急接續。
2012年8月19日起，因調布站周邊地下化，相模原線、京王線的調布站始發、終點班次無法在調布站 - 布田站之間的本線上折返，必須回到本站3號線折返，因此形成早晨、夜間由調布往本站的快速班次。
1957年以前，本站為島式月台1面2線的配線模式，後來因應千歲烏山站廢除待避線延伸月台有效長度而變更。

### 月台配置
| 月台 | 路線   | 方向 | 目的地                               | 備註              |
| ---- | ------ | ---- | ------------------------------------ | ----------------- |
| 1、2 | 京王線 | 下行 | 調布、橋本、京王八王子、高尾山口方向 |                   |
| 3、4 | 京王線 | 上行 | 明大前、笹塚、新宿、都營新宿線方站   | 部分從1號月台開出 |

本站始發的各站停車往櫻上水末班車在1號月台發車。

### 車站設施
- 待車室 - 各月台京王八王子側。
- 自動體外心臟去顫器 (AED) - 車站內。
- 投幣置物櫃 - 剪票口外南口側。
- 計程車乘車處 - 北口
- 京王retnade杜鵑丘 - 2011年11月25日於車站北側開業。
  - A Lot（日语：京王リテールサービス）
  - 啓文堂書店（日语：京王書籍販売）
  - 京王store express（日语：京王ストア）（生鮮門市）

## 利用狀況
2016年度一日平均上下車人次為45,419人。
| 年度               | 一日平均 上下車人次 | 一日平均 上車人次 | 來源   |
| ------------------ | ------------------- | ----------------- | ------ |
| 1955年（昭和30年） | 3,215               |                   |        |
| 1960年（昭和35年） | 8,743               |                   |        |
| 1965年（昭和40年） | 25,906              |                   |        |
| 1970年（昭和45年） | 33,434              |                   |        |
| 1975年（昭和50年） | 38,746              |                   |        |
| 1980年（昭和55年） | 42,464              |                   |        |
| 1985年（昭和60年） | 41,240              |                   |        |
| 1990年（平成02年） | 43,797              | 21,682            | [ 4 ]  |
| 1991年（平成03年） |                     | 22,478            | [ 5 ]  |
| 1992年（平成04年） |                     | 22,542            | [ 6 ]  |
| 1993年（平成05年） |                     | 22,567            | [ 7 ]  |
| 1994年（平成06年） |                     | 22,526            | [ 8 ]  |
| 1995年（平成07年） | 44,533              | 22,238            | [ 9 ]  |
| 1996年（平成08年） |                     | 22,132            | [ 10 ] |
| 1997年（平成09年） |                     | 21,926            | [ 11 ] |
| 1998年（平成10年） |                     | 22,252            | [ 12 ] |
| 1999年（平成11年） |                     | 21,798            | [ 13 ] |
| 2000年（平成12年） | 43,864              | 21,784            | [ 14 ] |
| 2001年（平成13年） |                     | 21,795            | [ 15 ] |
| 2002年（平成14年） |                     | 21,625            | [ 16 ] |
| 2003年（平成15年） | 44,217              | 21,940            | [ 17 ] |
| 2004年（平成16年） | 44,252              | 21,975            | [ 18 ] |
| 2005年（平成17年） | 44,348              | 22,058            | [ 19 ] |
| 2006年（平成18年） | 44,178              | 22,052            | [ 20 ] |
| 2007年（平成19年） | 45,066              | 22,492            | [ 21 ] |
| 2008年（平成20年） | 45,691              | 22,811            | [ 22 ] |
| 2009年（平成21年） | 45,405              | 22,682            | [ 23 ] |
| 2010年（平成22年） | 44,572              | 22,263            | [ 24 ] |
| 2011年（平成23年） | 43,789              | 21,798            | [ 25 ] |
| 2012年（平成24年） | 44,675              | 22,299            | [ 26 ] |
| 2013年（平成25年） | 45,125              |                   |        |
| 2014年（平成26年） | 44,530              |                   |        |
| 2015年（平成27年） | 45,540              |                   |        |
| 2016年（平成28年） | 45,419              |                   |        |

## 車站周邊
東隣的仙川站前是周邊地區重要的商業區。本站雖有部分優等列車停靠，但站前商業區規模不大。
北口鄰近與京王線並行的國道20號（甲州街道），站前圓環可搭乘往深大寺、神代植物公園的巴士。鐵道與甲州街道之間公寓林立，其下層有食品超市、速食店、書店、影碟出租店等。西側是居酒屋聚集的富士見商店街。甲州街道北側（三鷹市中原一丁目附近）是京王帝都電鐵於昭和30年代開發的高級住宅區「京王杜鵑丘」。
南口發展不比北口，仍可見到多處農地，但已陸續設置了圓環、停車場等設施。周邊也開始興建多棟小型公寓。
北口主要設施
- 警視廳調布警察署（日语：調布警察署）杜鵑丘站前交番
- 東京消防廳調布消防署杜鵑丘出張所
- 調布市役所神代出張所
- 神代郵便局
- 調布西杜鵑丘郵便局
- 調布市立瀧坂小學校
- 三井住友銀行杜鵑丘支店
- 昭和信用金庫（日语：昭和信用金庫）杜鵑丘支店

其他設施
- 武者小路實篤紀念館 - 本站與仙川站之間的住宅區內。

### 巴士路線
京王巴士東經營以下路線。

#### 北口
- 丘21（日语：京王バス東・調布営業所）：深大寺循環
- 丘22（日语：京王バス東・調布営業所）：往千歲船橋站
- 深夜急行巴士（新宿站西口（日语：新宿駅バスのりば）發車）：往府中站 ※僅下車
- 三鷹城市巴士（日语：みたかシティバス）新川、中原線：往杏林大學醫院（與小田急巴士武藏境營業所（日语：小田急バス武蔵境営業所）共同運行）

#### 南口
- 丘19（日语：京王バス東・調布営業所）：往狛江Hightown折返場
- 丘31（日语：京王バス東・調布営業所）：往調布站南口、往調布車庫

## 相鄰車站
京王電鐵
 京王線
■特急、■準特急
通過
■急行
千歲烏山（KO12）－杜鵑丘（KO14）－調布（KO18）
■區間急行、■快速
仙川（KO13）－杜鵑丘（KO14）－調布（KO18）
■各站停車
仙川（KO13）－杜鵑丘（KO14）－柴崎（KO15）

## 外部連結
- 杜鵑丘 - 京王電鐵
- 杜鵑丘商店會 （页面存档备份，存于）

35°39′29″N 139°34′30″E / 35.65806°N 139.57500°E